# 小行星3744
小行星3744（英語：3744 Horn-d'Arturo）是一颗围绕太阳公转的小行星。1983年11月5日，Osservatorio San Vittore在博洛尼亚发现了此天体。
这颗小行星的绝对星等为185.95038等。